# Maurice Beyina
Maurice Beyina (Saint-Denis, 8 agosto 1971) è un ex cestista e allenatore di pallacanestro francese con cittadinanza centrafricana.

## Carriera
Con la Rep. Centrafricana ha disputato tre edizioni dei Campionati africani (1997, 2003, 2005).

## Palmarès
- Campionato francese: 1

Pau-Orthez: 1991-92